# Алекс Финли
Антъни Дж. Франц (на английски: Anthony J. Franze) е американски адвокат и писател на произведения в жанра трилър и криминален роман. Пише и под псевдонима Алекс Финли (на английски: Alex Finlay).

## Биография и творчество
Антъни Дж. Франц е роден на 7 април 1970 г. в Опелика, Алабама, САЩ. Завършва право в Юридическият факултет на Университета „Нотр Дам“ (най-старото католическо юридическо училище в САЩ). След дипломирането си работи като адвокат в практиката на Апелативния и Върховния съд в голяма адвокатска кантора във Вашингтон. Заедно с работата си започва да пише множество научни трудове и съдебни трилъри.
Първият му роман, съдебният трилър „Последното правосъдие“, е издаден през 2012 г. Главният герой, адвокат Джеферсън Маккена, най-добрият правителствен адвокат във Върховния съд, е в комисия разследваща убийствата на съдии, но самият той е вероятен заподозрян. В отчаян опит да докаже невинността си Маккена бяга заедно със своята заместничка Кейт Портър, с която започват собствено разследване от мраморните зали на Върховния съд до вътрешните коридори на Западното крило, от жилищните проекти на окръг Колумбия до пустите улички на индиански резерват в Ню Йорк, а срещу тях е силен и коварен сенчест враг. Следват съдебните му трилъри „Дъщерята на адвоката“ през 2016 г. и „Аутсайдерът“ през 2017 г.
Докато е на ваканция в Тулум, Мексико, авторът се вдъхновява за нов криминален трилър. Романът му „Всички страхове“ е издаден през 2021 г. под псевдонима Алекс Финли. В историята студентът от Нюйоркския университет Мат Пайн научава, че майка му, баща му (активист за социална справедливост), малките му брат и сестра – са намерени мъртви от очевидно изтичане на газ по време на почивка в Мексико. Но ФБР и Държавният департамент имат съмнения, а и по-големият брат на Мат излежава доживотна присъда за убийство, но това може и да е съдебна грешка. При погребението Мат се сблъсква с враждебно настроена общност, което го кара да разкрие истината зад престъплението пратило брат му в затвора. Макар това да излага живота му на опасност, той трябва да застане срещу страховете си. Историята е представена от множество гледни точки и ретроспекция между минало и настояще. Романът е приет за екранизация.
Романите му са преведени на над 20 езика по света. Освен писането и правната си практика, той е асистент преподавател по право, преподавайки курсове във федералните съдилища и апелативната практика. Бил е коментатор за Bloomberg, National Law Journal и други новинарски издания. Той също е писал за списание Suspense и списание The Big Thrill. Член е на Асоциацията на международните писатели на трилъри.
Антъни Дж. Франц живее със семейството си във Вашингтон и във Вирджиния.

## Произведения

### Като Антъни Дж. Франц

#### Самостоятелни романи
- The Last Justice (2012)[1][2][4]
- The Advocate's Daughter (2016)
- The Outsider (2017)

### Като Алекс Финли

#### Самостоятелни романи
- Every Last Fear (2021)[1][2][3]
Всички страхове, изд.: „Сиела“, София (2023), прев. Надежда Розова
- The Night Shift (2022)
- What Have We Done (2023)
- If Something Happens to Me (2024)